# Jeremy Cota
Pour les articles homonymes, voir Cota (homonymie).
Jeremy Cota, né le 24 octobre 1988 à Greenville (Maine) est un skieur acrobatique américain spécialiste des bosses.

## Palmarès

### Championnats du monde
| Édition/Discipline           | Bosses | Bosses en parallèle |
| Mondiaux 2011 (Deer Valley ) | 4e     | 9e                  |

### Coupe du monde
- Meilleur classement général : 4e en 2012.
- Meilleur classement en bosses : 3e en 2012.
- 7 podiums.